# Lucas Schickhardt (I.)
Lucas Schickhardt (* 2. November 1511 in Herrenberg; † 13. August 1585 ebenda) war ein württembergischer Kunstschreiner. Er war ein Sohn des Bildschnitzers Heinrich Schickhardt des Älteren, der Vater des berühmten Baumeisters Heinrich Schickhardt und ein Bruder des Malers Hans Schickhardt.

## Leben
Lucas Schickhardt war ein Sohn des Heinrich Schickhardt und seiner Ehefrau Margreta geb. Homel. Vom Vater erlernte er das Schreinerhandwerk. Im Unterschied zu ihm, der immer wieder künstlerische Arbeiten ausführte, beschränkte sich Lucas weitgehend auf das Handwerkliche.
In den Jahren 1552–1560 arbeitete er als Schreiner und Werkmeister für die Stadt Herrenberg. 1555, nach dem frühen Tod seines Bruders Marx, übernahm er die Werkstatt seines Vaters, die sein Bruder seit dessen Tod 1540 geführt hatte. Lucas Schickhardt heiratete erst 1556, mit 45 Jahren, eine Anna Hezer († 1579). 1558 wurde er als Schütze bei einer Musterung in Herrenberg erwähnt. 1559/60 fertigte er die Eingangstür für das Herrenberger Rathaus an, die er mit einem geschnitzten Stadtwappen versah. 1578 machte er zusammen mit einem Verwandten eine Vertäfelung der Herrenberger Propstei. Sie umfasste auch Türen und war nicht nur am Bossenwerk, sondern auch am Gesims und an Säulen angebracht.
Lucas Schickhardt hatte drei Söhne und eine Tochter:
- Heinrich Schickhardt (1558–1635)
- Lucas Schickhardt (1560–1602)
- Johann Philipp Schickhardt (1562–1635), Pfarrer
- Ursula Schickhardt (1564–1623), ⚭ 1597 Friedrich Schott, Schreiner und späterer Hofschreiner